# Alain-Charles Perrot
Pour les articles homonymes, voir Perrot.
 (octobre 2024).
 (octobre 2024).
La mise en forme du texte ne suit pas les recommandations de Wikipédia : il faut le « wikifier ».
Les points d'amélioration suivants sont les cas les plus fréquents. Le détail des points à revoir est peut-être précisé sur la page de discussion.
- Les titres sont pré-formatés par le logiciel. Ils ne sont ni en capitales, ni en gras.
- Le texte ne doit pas être écrit en capitales (les noms de famille non plus), ni en gras, ni en italique, ni en « petit »…
- Le gras n'est utilisé que pour surligner le titre de l'article dans l'introduction, une seule fois.
- L'italique est rarement utilisé : mots en langue étrangère, titres d'œuvres, noms de bateaux, etc.
- Les citations ne sont pas en italique mais en corps de texte normal. Elles sont entourées par des guillemets français : « et ».
- Les listes à puces sont à éviter, des paragraphes rédigés étant largement préférés. Les tableaux sont à réserver à la présentation de données structurées (résultats, etc.).
- Les appels de note de bas de page (petits chiffres en exposant, introduits par l'outil «  Source ») sont à placer entre la fin de phrase et le point final[comme ça].
- Les liens internes (vers d'autres articles de Wikipédia) sont à choisir avec parcimonie. Créez des liens vers des articles approfondissant le sujet. Les termes génériques sans rapport avec le sujet sont à éviter, ainsi que les répétitions de liens vers un même terme.
- Les liens externes sont à placer uniquement dans une section « Liens externes », à la fin de l'article. Ces liens sont à choisir avec parcimonie suivant les règles définies. Si un lien sert de source à l'article, son insertion dans le texte est à faire par les notes de bas de page.
- La présentation des références doit suivre les conventions bibliographiques. Il est recommandé d'utiliser les modèles {{Ouvrage}}, {{Chapitre}}, {{Article}}, {{Lien web}} et/ou {{Bibliographie}}. Le mode d'édition visuel peut mettre en forme automatiquement les références.
- Insérer une infobox (cadre d'informations à droite) n'est pas obligatoire pour parachever la mise en page.

Pour une aide détaillée, merci de consulter Aide:Wikification.
Si vous pensez que ces points ont été résolus, vous pouvez retirer ce bandeau et améliorer la mise en forme d'un autre article.
Alain-Charles Perrot, né le 17 septembre 1945 , est un architecte français, architecte en chef des monuments historiques,.
Il est élu membre de l'Académie des beaux-arts le 27 février 2013 et reçu sous la Coupole par Hugues Gall le 11 juin 2014.
Il est élu président de la Compagnie des architectes en chef des monuments historiques en 1992.

## Formation
- Architecte DPLG
- Master en architecture de l'université Rice
- Diplômé du Centre des hautes études des Monuments historiques

## Nominations
- Inspecteur général des Monuments historiques
- Inspecteur général d’Île-de-France
- Inspecteur général du château de Versailles
- Inspecteur général du château du parc de Chantilly
- Expert honoraire auprès de la Cour d'appel de Paris
- Membre de l'Académie d'architecture
- Membre de l'Académie des beaux-arts, section Architecture[4].

## Décorations
- Chevalier de la Légion d'honneur Il est fait chevalier le 11 avril 2001[5].

- Commandeur de l'ordre des Arts et des Lettres (arrêté du 16 janvier 2014[6])
- Chevalier de l'ordre de Saint-Charles (18 novembre 2024)[7]

## Principales réalisations
- Restauration du Parlement de Bretagne
- Restauration du Grand Palais
- Restauration de l’Opéra Garnier
- Restauration du Théâtre de l’Odéon
- Restauration de la Comédie-Française
- Restauration de l’Opéra comique
- Restauration du Théâtre de l’Athénée
- Restauration du Palais Royal : Colonnes de Buren et galeries
- Réaménagement du Conseil constitutionnel
- Réaménagement du Conseil d'État
- Restauration de l’Hôtel Matignon et l’ensemble des hôtels dépendant du Secrétariat général du gouvernement
- Restauration de l’ensemble des vitraux de la sainte Chapelle
- Salle Gaveau
- Palais du Sultan du Brunei (Place Vendôme – Paris)
- Ensemble du 19 Place Vendôme – Paris
- Mise en valeur de la Place Vendôme
- Restauration de l’Hôtel Lambert - Paris (en cours)
- Arènes d’Arles
- Cité internationale de la gastronomie et du vin - Dijon
- Projets à Bagdad (Irak)
- Projets à Doha (Qatar)

## Ouvrage
- Christian Albenque, David Bellamy, Monique Mosser, Alain-Charles Perrot et Gérald Rémy, L'Hôtel de Matignon, La Documentation française, 2018.